# Pierre Assouline
Pierre Assouline (Casablanca, 17 de abril de 1953) es un periodista, novelista y biógrafo francés.
Estudió en el Lycée Janson de Sailly. 
Antiguo responsable de la revista Lire y miembro del comité de redacción de la revista L'Histoire, es autor de biografías de Marcel Dassault, Georges Simenon, Gaston Gallimard, Jean Jardin, Daniel-Henry Kahnweiler, Albert Londres y Hergé.
Se ha desempeñado también como cronista para varias radios, por ejemplo France Culture, y como periodista en Le Monde y Le Nouvel Observateur. Es autor de miles de artículos y de crónicas radiofónicas.

## Obras

### Editadas en francés
- De nos envoyés spéciaux : les coulisses du reportage, Paris : J.-C. Simoën, 1977 (en coll. avec Philippe Dampenon) OCLC 418352567
- Lourdes, histoires d'eau, Paris : A. Moreau, 1980 OCLC 6861386
- Les Nouveaux convertis : enquête sur des chrétiens, des juifs et des musulmans pas comme les autres, Paris : A. Michel, 1981 ISBN 978-2-2260-1407-8
- Monsieur Dassault, Paris : Balland, 1983 ISBN 978-2-7158-0406-7
- Soy un palurdo, Paris : Balland, 1983 ISBN 978-2-7158-0456-4
- Gaston Gallimard : un demi-siècle d'édition française, Paris : Balland, 1984 ISBN 978-2-7158-0486-9
- L'Épuration des intellectuels (1944-1945), Bruxelles : Complexe, 1990 ISBN 978-2-8702-7353-1
- Une Éminence grise, Jean Jardin (1904-1976), Paris : Balland, 1986 ISBN 978-2-7158-0607-8
- L'Homme de l'art : D.-H. Kahnweiler (1884-1979), Paris : Vingtième Siècle. Revue d'histoire, n20 (Oct-Nov 1988) OCLC 4655675119
- Albert Londres : vie et mort d'un grand reporter (1884-1932), Paris : Balland, 1989 ISBN 978-2-7158-0726-6
- Le Flâneur de la rive gauche : entretiens avec Antoine Blondin, Paris : F. Bourin, 1988 ISBN 978-2-8768-6022-3
- Singulièrement libre : entretiens avec Raoul Girardet, Paris : Perrin, 1990 ISBN 978-2-2620-0717-1
- Simenon : biographie, Paris : Julliard, 1992 ISBN 978-2-2600-0994-8
- Germinal : l'aventure d'un film, Paris : Fayard, 1993 ISBN 978-2-2130-3152-1
- Hergé : biographie, Paris : Plon, 1996 ISBN 978-2-2591-8104-4
- Le dernier des Camondo, Paris : Gallimard, 1997 ISBN 978-2-0707-4554-8
- Le fleuve Combelle, Paris : Calmann-Lévy, 1997 ISBN 978-2-7021-2696-7
- La cliente : roman, Paris : Gallimard, 1998 ISBN 978-2-0707-5278-2
- Cartier-Bresson : l'œil du siècle, Paris : Plon, 1999 ISBN 978-2-2591-8568-4
- Double vie, Paris : Gallimard, 2001, Prix des libraires ISBN 978-2-0707-5498-4
- Grâces lui soient rendues : Paul Durand-Ruel, le marchand des impressionnistes, Paris : Plon, 2002 ISBN 978-2-2591-9302-3
- État limite, Paris : Gallimard, 2003 ISBN 978-2-0707-6483-9
- Lutetia, Paris : Gallimard, 2005 ISBN 978-2-0703-2097-4
- Rosebud : éclats de biographies,[5] Paris : Gallimard, 2006 ISBN 978-2-0707-3230-2
- Desiree Dolron : exaltation, gaze, xteriors, Paris : X. Barral, Institut néerlandais, 2006 (avec Mark Haworth-Booth) ISBN 978-2-9151-7315-4
- Le Portrait, Paris : Gallimard, 2007 ISBN 978-2-0707-7614-6
- Brèves de blog. Le nouvel âge de la conversation, Paris : Les Arènes, 2008 ISBN 978-2-3520-4068-2
- Les invités, Paris : Gallimard, 2009 ISBN 978-2-0707-8425-7
- Autodictionnaire Simenon, Paris : Omnibus, 2009 ISBN 978-2-2580-8009-6
- Vies de Job, Paris : Gallimard, 2011 ISBN 978-2-0701-2539-5

#### Traducciones en español
- Gaston Gallimard : medio siglo de edición francesa, Valencia : Institución Alfonso el Magnánimo, 1987 ISBN 978-84-505-5813-5
- Simenon: Maigret encuentra a su autor, Pozuelo de Alarcón : Espasa-Calpe, 1994 ISBN 978-84-239-2272-7
- Hergé, Barcelona : Ediciones Destino, 1998 ISBN 978-84-233-2950-2
- Cartier-Bresson: el ojo del siglo, Barcelona : Círculo de Lectores, 2002 ISBN 978-84-226-9588-2
- D.H. Kahnweiler: en el nombre del arte, Barcelona : Viena Ediciones, 2007 ISBN 978-84-8330-451-8
- Paul Durand-Ruel, el marchante de los impresionistas, Barcelona : Viena Ediciones, 2008 ISBN 978-84-8330-483-9
- La clienta, Pozuelo de Alarcón : Amaranto Editores, 2008 ISBN 978-84-934719-2-7

## Premios y reconocimientos
La novela Lutetia (ed. Gallimard) obtuvo en 2005 el Prix des Maisons de la Presse. La novela inspiró al director Frédéric Schoendoerffer la realización de la película Lutetia.
El 10 de octubre de 2007, Pierre Assouline obtuvo el Prix de la langue française que recompensa la obra de una personalidad del mundo literario, artístico o científico que contribuye, de manera importante, por el estilo de sus obras o su acción, a ilustrar la calidad y la belleza de la lengua francesa.